# Kocs
Kocs község Komárom-Esztergom vármegye Tatai járásában.

## Fekvése
A bársonyosi dombvidéken, a vármegye középső részén helyezkedik el, a Kisalföld keleti szegélyénél. Szomszédai: észak felől Mocsa, kelet felől Tata, délkelet felől Környe, dél felől Kömlőd, délnyugat felől Szákszend, nyugat felől pedig Nagyigmánd.

### Megközelítése
Legfontosabb közúti megközelítési útvonala az M1-es autópálya, amely néhány kilométerre északra halad el a település központjától. Szerepe a helyi közlekedésben annak ellenére jelentős, hogy a fel- és lehajtási lehetőségek a sztrádán ezen a szakaszán korlátozottak: Budapest irányában a 67. kilométernél lévő Tata-Környe csomópontot, Győr irányában pedig a 85. kilométernél lévő Komárom-Kisbér csomópontot használhatják a Kocsra igyekvők.
A környező kisebb településekkel Kocsot négy számjegyű mellékutak kapcsolják össze: kelet-nyugati irányban a Tata és Győr között húzódó 8136-os út szeli át Kocs központját, Mocsával és Komárommal (Szőnnyel) a 8142-es út, Mórral pedig a 8127-es út köti össze. Határszélét érinti még délkeleten a 8137-es út is.
Vasútvonal nem érinti, a legközelebbi vasúti csatlakozási lehetőség a Budapest–Hegyeshalom–Rajka-vasútvonal Tata vasútállomása, autóbusz-átszállással.

## Természeti környezete
Természeti környezete nagyon sokszínű. Földrajzilag már a Kisalföldhöz tartozik, annak homoktáj részletébe. Határának délről északi irányba elnyúló, egyre jobban ellaposodó dombjait lösztakaró borítja.
A község tengerszint feletti átlagos magassága 112-158 méter. Legmagasabban fekvő része a falutól keletre fekvő Haraszt 222 méterrel, amit az alacsonyabb magaslatok közül a Látóhegy 218, a Sashegy 208, a Halom pedig 197 méterrel követ.

### Éghajlat, hőmérséklet
A falu éves középhőmérséklete: 10,5 °C, a januári középhőmérséklet -1,4 °C, a júliusi 20,5 °C. Az évi napfénytartam 2100 óra. Az éves csapadékmennyiség 570 mm, az uralkodó széljárás északnyugati.

## Nevének eredete
Neve személynév eredetű. Az Árpád-kori Koch, Kocs, Kos személynévből ered. A település a nevét feltehetőleg az egykori, Koch (Kos) nevű tulajdonosáról kapta.

## Története
A Kocsot körülvevő területen már az őskorban is laktak.
A leletek alapján a késő-bronzkortól a római korig, majd az avar nomád lovasnépig nyomon követhető az emberi élet.
Az első írott emlék 1217-ből származik koch formában. Az első okleveles említés, amikor a Pókaiak voltak a földesurak, már Kos alakban jelenik meg a község neve. A kocsi születésű Bátky Zsigmond néprajzkutató szerint ez egy török eredetű név, melyet egy magyar ember viselt.
A hagyomány szerint a helyi bognárok által készített kocsi szekér Európa-szerte olyan hírnévre tett szert, hogy annak elnevezése a mai napig több világnyelvben e község nevét őrzi (németül: Kutsche, angolul: coach, franciául: coche). Számos változata létezik: hintó konflis fiáker formájában.

### Középkor
A középkorban Kocs jelentős település lehetett. Utalnak erre különböző iratok, melyek adóról, vámról, malomjogról, engedetlenségről szólnak. Ahogy a falut birtokló földesurak követték egymást – Héderváryak, Batthyány család, Bakith Pál – úgy a falu neve is más-más formában tűnt fel. Így olvashatunk Kócs, Kooch elnevezésekről is.
Kocs első említése írásos alakban 1267-ben a szomszédos Tömörd (Temird) határleírásánál szerepel Ruch alakban, de egyes írásos említésekor Kuch, KWCH, Koch, Kocs -ként is előfordult.
1325-ben Kocsi Fekete Pál (Paul Niger de KWCH) birtokos Kocson.
Lánya, Margit a Kocstól északkeletre fekvő Haláp falu birtokosának, Halápi Olivérnek a felesége. [Utóbbi település Baj határában feküdt, mára már elpusztult.]
Ugyanez időben van szó az oklevelekben Kocsi Fekete Pál birtokának felosztásáról, mi szerint felét gyermekeire; fiára Lőrinczre, és lányára Margitra, s unokájára Halápi Jánosra hagyja.

#### Károly Róbertkorában

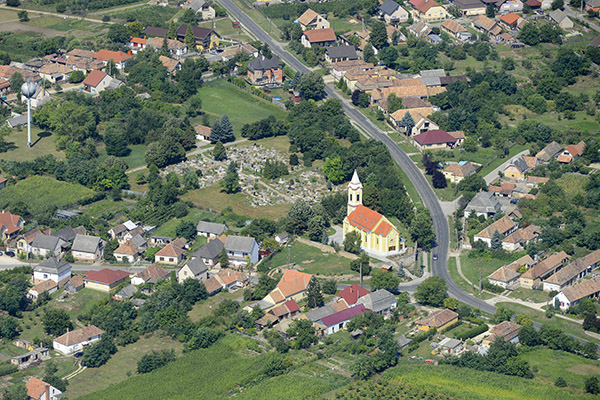
Kocs látképe

A Budáról Bécsbe menő országút Komáromot és Székesfehérvárt összekötő régi római út keresztezésében fekvő település forgalmas csomópontjában fekvő Kocson már ekkor lóváltó állomás is működött, és híres volt szekérkészítő iparosairól is. 1332-ben a falu már királyi birtok volt, Károly Róbert király ekkor (Csór nemzetségbeli) Péter fia Tamás csókakői és gesztesi várnagynak, későbbi lovászmesterének adományozta a települést vámjával együtt: az 1330. őszi Havasalföldi hadjárata során – a király és serege ellen Bazarab vajda cselszövésekor – Csór Tamásnak a király megmentése során tanúsított hősies magatartása jutalmául (Magyar Nemzet Története): Csór Tamás, Csór Péter fia a menekülő királynak, "kinek lova a fáradtságtól már makacskodni kezdett" átadta saját lovát, hogy a király életét megmentse.
Károly Róbert idejéből, valamint Csór Tamás Kocson való birtokossága idejéből való a hintó (currus mobilis) első említése is; Küküllei János leírásában mint szemtanú írta le a király temetési hintóját 1342-ben, mely járművet már ekkor magyar ingó szekér, ingó, hintáló szekér néven írtak le.
1343-ban Károly Róbert király özvegye, Erzsébet királyné Nápolyba való utazásakor említették a korabeli feljegyzések a 4-ló húzta hintót, majd még ez évben Nagy Lajos király anyjának Nápolyból Rómába való útja leírásában olvashatunk a 6 ló húzta hintón (currus mobilison) való utazásáról. Nagy Lajos 1372-ben kelt levelében már szerepelt a szijakon függő szekér: Post ipsam curram pendentem transmittere. 1386-ban, Nagy Lajos halála után már mindkét jármű; a szekér és a hintó is szerepel Erzsébet és Mária királynék utazásakor, mikor a Garaiak kíséretében Budáról Dzsakovárra utaztak.
1414 után Kocs már a losonci Bánffy család, Losonczi László bán fiának Dénesnek birtokaként található az évtized végéig; Losonczy Dénes felesége Genyő János komáromi és krasznai főispán Anna nevű leánya lett, kivel házassága révén a Valkóvári uradalmat kapta. Losonczy Dénes Nagy Lajos király leányának Mária királynőnek udvarában nevelkedett, ki később Zsigmond király felesége lett.

#### Zsigmond királykorában

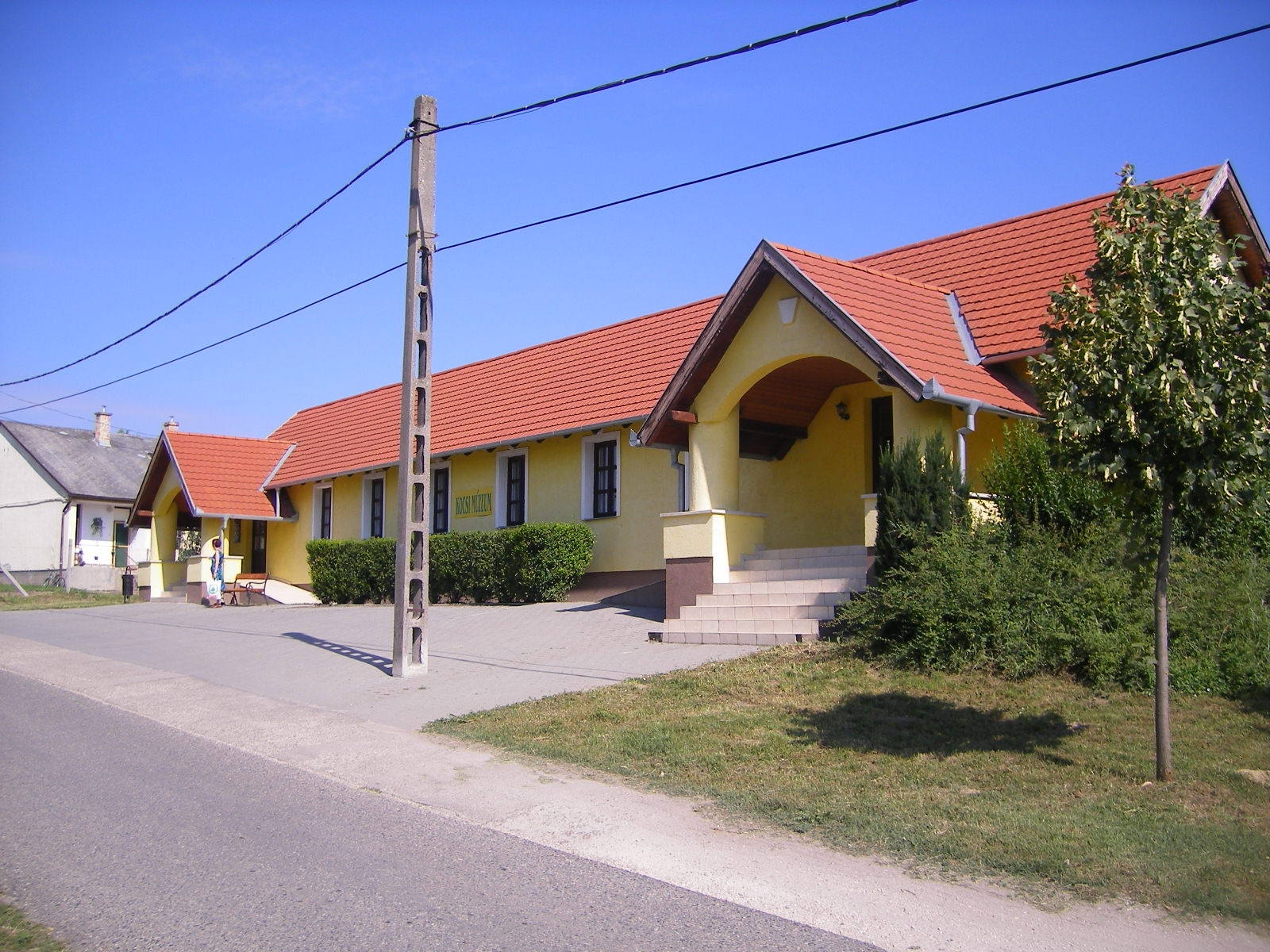
A Kocsimúzeum épülete Kocson

1421-ben Kocs falut Zsigmond király Hunyad váráért (a későbbi Bánffyhunyad) elcserélte a Losonczy-Bánffy családdal.
1421. július 23-án kelt oklevelében Zsigmond király a vasvári káptalan által Kocs és Teke-Földe birtokába iktattatja be a Kocsy családot: annak Pergint, Imre és András nevű tagjait, innen a család az adományos nemzetségek sorába lépett.
Ugyancsak 1421-ben kapták még Zsigmond királytól a Kocsi család tagjai közül Pál Vas vármegyében Olad és Si(j)e részeit; András királyi udvarnok érdemeiért és a Zala vármegyei Újbécs (Új-Bécs) faluért cserébe Kónyadobroncza (Kónya-Dobroncza) és Pet nevű pusztákat, melyek előbb az örökös nélkül elhalt Kónyadobronczai, majd a Sitkei családé voltak, majd e birtokok helyett a szintén örökös nélkül elhalt Keszeg Mihály birtokát Mihályfalvát (Keszegmihályfalvát) Veszprém vármegyében.
Kocs falu szekérkészítői ekkor készítették el Zsigmond király leánya Erzsébet és V. Albert osztrák herceg „menyegzői szekerét” mely egy szíjakon függő fedett ekhós, úgynevezett hintálló szekér, vagyis röviden hintó volt. A menyegzői szekér megmaradt felső kocsiszekrénye a jegyespár címereivel díszítve máig megtekinthető a grazi múzeumban.
Erzsébet és Albert esküvője 1421. szeptember 28-án volt Pozsonyban.
1432-ben királyi birtok, ekkor Zsigmond király Hédervári Lőrinc királyi lovászmesternek adományozta Kocsot, mely Hédervári Lőrinc birtoka maradt egészen haláláig, utána fiai; II. Imre és VI. Miklós örökölték, később Hunyadi Mátyás király és fia Corvin János tulajdona lett.

#### Hunyadi Mátyáskorában
Fejlődés szempontjából döntő jelentőségű volt a településen keresztül haladó Mészárosok útja, mely az Alföldet Nyugat-Európával összekötő szárazföldi kereskedelmi út volt. Mátyás király fekete serege is ezen az úton vonult a Bécs elleni ostromra.
A postakocsi járat is itt haladt át. Itt pihent meg és cserélt lovakat.
Nem lehet véletlen, hogy kocsi kovácsmester fejében született meg az első utazószekér gondolata. A monda szerint Habermayer Péter székely kovács keze nyomán Mátyás király is szívesen használta az úgynevezett „kocsi” szekeret. Ezt a magyar szót több európai nép is átvette. /Mi, a ma élők 1998 óta évről-évre kocsitoló verseny megrendezésével adózunk őseinknek./ 
1400-as évek közepén, Hunyadi Mátyás idejében Kocs községet átszelő Budát Béccsel összekötő főút mellett készítették el a falu szekérkészítő mesterei azt a könnyű, több addig nem használt újítással felszerelt 3-ló húzta kocsiszekeret, amely a település nevét világhírűvé tette, s máig innen neveznek kocsinak szinte minden 4-kerekű járművet.
A kocsi szekérkészítő mesterek pedig szétszéledtek az akkori Magyarország területén, tudásukat kamatoztatva készült aztán szerte Magyarországon és Európában a könnyű kocsi utazószekér.
1491-től egy ideig újra a Héderváriaké. 1516 és 1520 körül Enyingi Török Bálint tulajdona. 1520-tól a Héderváriak szerzik vissza

### Török idők
A falu virágzó életének 1594-ben Sinan pasa Győr vára elleni támadása vetett véget. A török feldúlta, felégette az útjába eső falvakat. Kocs is erre a sorsra jutott. –Ebből a korból származhat a „sírák” vagy „sírók”- hídja mondánk, ami a törökök könyörtelenségéről mesél. Mivel több alkalommal is felégették a törökök a falut, ezért jöttük hírére a település határában húzódó nagy kiterjedésű nádasba rejtőzködtek a férfiak. A törökök ezt megtudva felgyújtották a nádast. A nádast körülállva, a menekülőket lekaszabolták. Az ellenség elvonulása után a túlélők a nádast átszelő patak hídján siratták el szeretteiket. – Sinan pasa átvonulása után, majd húsz évig lakatlanná vált e vidék; ezért úgy is emlegették a „győri puszta”.
1612. április 12-én Pápán Enyingi Török István, az akkori földesúr levelet bocsátott ki. 6 évi adó- és szolgálatmentességet ígért azoknak, akik Kocson letelepednek. A nyílt levél hatására visszatértek az elmenekültek, és telepesek érkeztek a Kiskunságból. Innen ered az „ő”-zés és a nyílt „e” használata, amit sajnos már egyre ritkábban hallunk. A lakosság a református felekezethez tartozott.
1526-ig Batthyány Benedeknek zálogosítja el a Hédervári család, 1553-tól a Bakith család, Bakith Pál és testvérei kaptak rá királyi adományt, majd az 1600-as évek elejéig újból az Enyingi Török családé.
1594-ben Szinán pasa Tatáról Győr felé vonulva 200 000-es seregével több falut, köztük Kocsot is felégeti, a menekülő lakosságot pedig lemészárolta. E gyászos esemény után a falu majd egy évtizedig lakatlan volt.
1612-ben birtokosa, Enyingi Török István az elpusztult falut telepesekkel népesítette újra. 1622-ben a Nyáry családé, Nyáry Miklós birtoka. Kb. 1643-tól 1727-ig a Zichyek birtokolták a falut. 1643-ban Zichy István, 1659-ben (Somodori és Szomori) Pázmándy János a birtokosa.
1683-ban Kara Musztafa 250 000 fős serege Bécsből a budai úton vonulva az útjába eső falvakat, köztük Kocsot is porrá égette, lakóit rabláncra fűzve magával hurcolta. Az esemény emlékét őrzi máig is a falu határában az úgynevezett Sírók hídja, ugyanis a falun átvonuló tatárok elől a lakosság egy része a közeli nádasokba menekült, de ezt a tatárok felgyújtották, és az összefogdosott lakosságot e hídon keresztül rabláncra fűzve vitték el a településről.
A lakosságában megtizedelt falu újranépesítése érdekében Zichy István Kocs zálogos földesura felhívására, nagy adókedvezményt ígérve felvidékről (Pozsony, Nyitra és Bars vármegyékből) telepített családokat a községbe. 1693-as összeíráskor újra a Zichy családé. Ekkor már református lelkészének nevét is említették Komáromi Pál személyében.

### 18-20. század

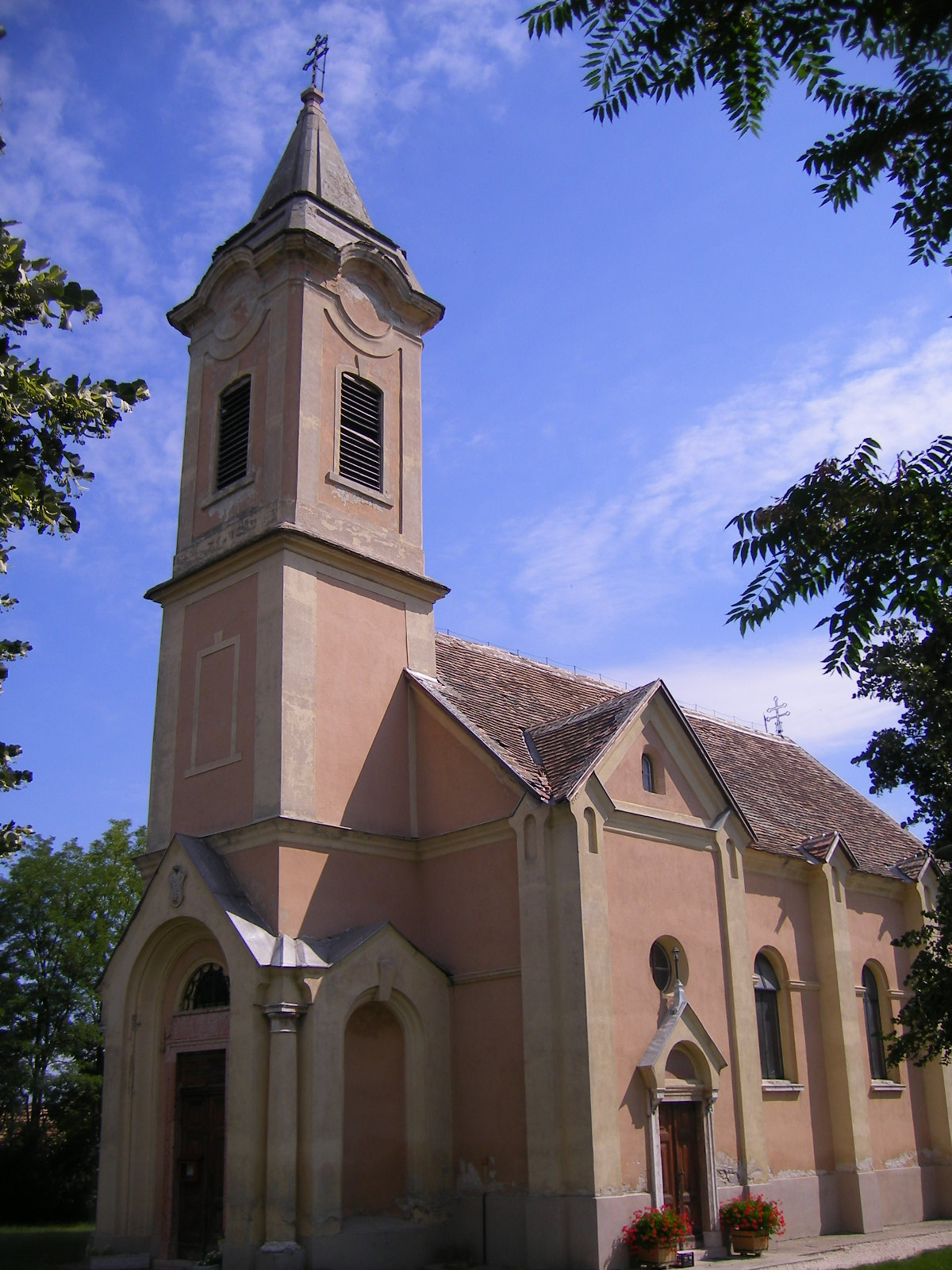
Római katolikus templom

A török megszállás után a Habsburg uralom vált egyre nyomasztóbbá. Az elégedetlen nép Rákóczi Ferenc zászlaja alá rendeződött kuruc hadseregként. Ezekben az években Komárom vármegye két részre szakadt. Egyaránt volt kuruc és labanc alispánja. Az összeírások alapján Kocs a kuruc oldalon állt. A nép ajkán maradt meg egy 1705-ös csata emléke, melyet Vak Bottyán csapatai nyertek meg a falu határában.
A szabadságharc leverése után a falu egyre gyarapodik. 1727-től egész a II. világháború végéig az Eszterházy család a birtokos. Eszterházy József buzgó katolikus lévén elrendelte, hogy a reformátusok templomukat adják át a katolikusoknak. Ezzel évszázadokig tartó vallási ellentétre ítélte a falut.
1747-ben hatalmas tűzvész pusztított. A földesúr fával, téglával segítette a jobbágyokat, bár ők adómentességet kértek.
A gazdasági fellendülés mellett, kulturális felemelkedés is nyomon követhető. 1790-ben Halász József kocsi református lelkész és püspök latin iskolát alapított. Még 1867-ből is találunk feljegyzést a magas színvonalú oktatásról. – Egy Süle nevű jobbágyról azt mesélték, hogy latinul adta elő panaszát a gróf társaságában tartózkodó angol urak előtt. –
Az évek multával egyre nagyobb pénzbevételre törekedett az uradalom. A terhek növekedésével egyre több család süllyedt a házatlan zsellér sorsára. A lakosság és az uraság között szaporodott az összeütközés. Az 1848-as forradalom idején elrendelt jobbágyfelszabadítás megpezsdítette a falu életét. Kocs népe kiállt a szabadságharc mellett. 120 szekérből álló osztrák katonai szállítmányt fogtak el a kíséretével együtt. 1849-ben László József református lelkész a szószékről kihirdette a „Függetlenségi Nyilatkozatot”, amiért a császáriak megbotozták.
A falu sorsát hosszú időre meghatározta, hogy az 1861-ben elkezdett Pápa-Kisbér vasútvonal építésének a Tata felé tervezett folytatását Kocs irányába, a község elöljárósága elvetette. Ezzel az elhatározással évtizedekre elszigetelték a falut a külvilágtól. /Az első buszjárat Tatára 1950-ben indult./
Az I. világháború súlyosan érintette a települést, a mezőgazdaságból élő lakosságot megviselte a fiatal férfiak távolléte, akiket az orosz, majd olasz frontra vittek. A nehézséget fokozta 1918-ban, az országon végigsöprő spanyolnátha.
A két világháború között lassú fejlődés indult. Megkezdték az áramszolgáltatás kiépítését, artézi kutat fúrtak, lassan beindult az egészségügyi ellátás is. A falu jómódúnak számított, mégis az összkép elszomorító, szegényes volt. A lakosság 93%-a földművelésből élt.
Az második világháború kíméletlenül elbánt a faluval. Nemcsak férfiakat, hanem a lovakat is „bevonultatták”. 1944-től felváltva szállta meg a települést hol a német, hol az orosz hadsereg.  Bombatámadások is érték a falut.

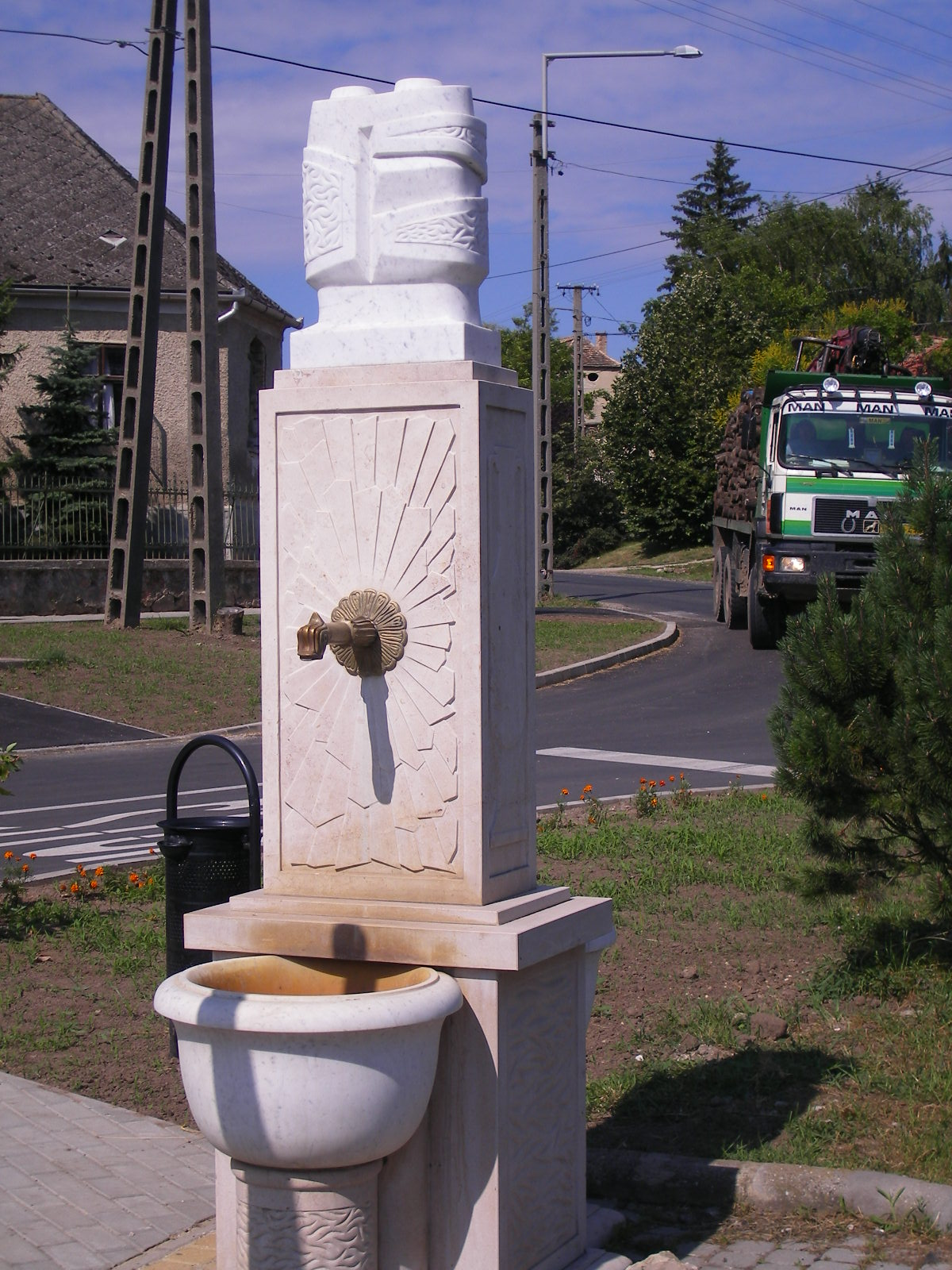
Kocs, ivókút

Az 1945-ös földosztás majd 200 családot juttatott 25 hold feletti földhöz. A lakosság 83%-a élt mezőgazdaságból. Az 1949-es kuláklista és a kötelező beszolgáltatás tönkretette a családokat.
1950-51-ben a gazdák jó része a környező városok gyáraiba, üzemeibe ment dolgozni, leadva földjeiket, melyhez addig annyira ragaszkodtak.
Az első MGTSZ 1949-ben alakult, amit másik kettő követett. 1963-ban egyesültek Aranykalász név alatt. Jó működésének alapja a kiváló aranykorona értékű föld volt. Az MGTSZ 1993. április 1-től Aranykocsi Zrt. formában működik tovább.
Az 1950-es évektől – mintha Kocs büntetés alatt állt volna – alig mozdult valami. 1972-ben felépült az új iskola, amit szakmunkás tanulók készítettek a nagy országos árvíz miatt. 1974-76-ban elkészült a faluközpont, benne az Aranykocsi Zrt. irodaháza, tejüzeme. Az orvosi rendelőt az 1980-as években adták át.
1727-ben az Esterházy család birtokába került a terület.
A Budáról Bécsbe vezető út mellett a településnek vendégfogadója volt.
Az 1848–49-es forradalom és szabadságharc leverését követően egy ideig járási székhely volt.
A két világháború közötti tagosítások nyomán 22 farmtanya jött létre, ezzel megteremtve a gazdasági fejlődés alapjait. A mezőgazdasági termelésből élő lakosság a 20. században étkezési és takarmány gabonatermesztéssel, ipari növények (kukorica) és gyümölcstermesztéssel, állattenyésztéssel foglalkozott és foglalkozik ma is.
Az 1950-es évektől kezdve a rendszerváltozásig a termelőszövetkezet munkalehetőséggel, a helyi iparosok szolgáltatással látták el a községet. A szocializmus időszakában híres volt a település arról, hogy az aratást az elsők között kezdte meg az országban.
A mezőgazdasági termelésben kiemelkedik a kukorica és a búza, valamint az állattenyésztés.
Jelentős haszonállatai: sertés, szarvasmarha és a háztáji baromfi.

## Jelene

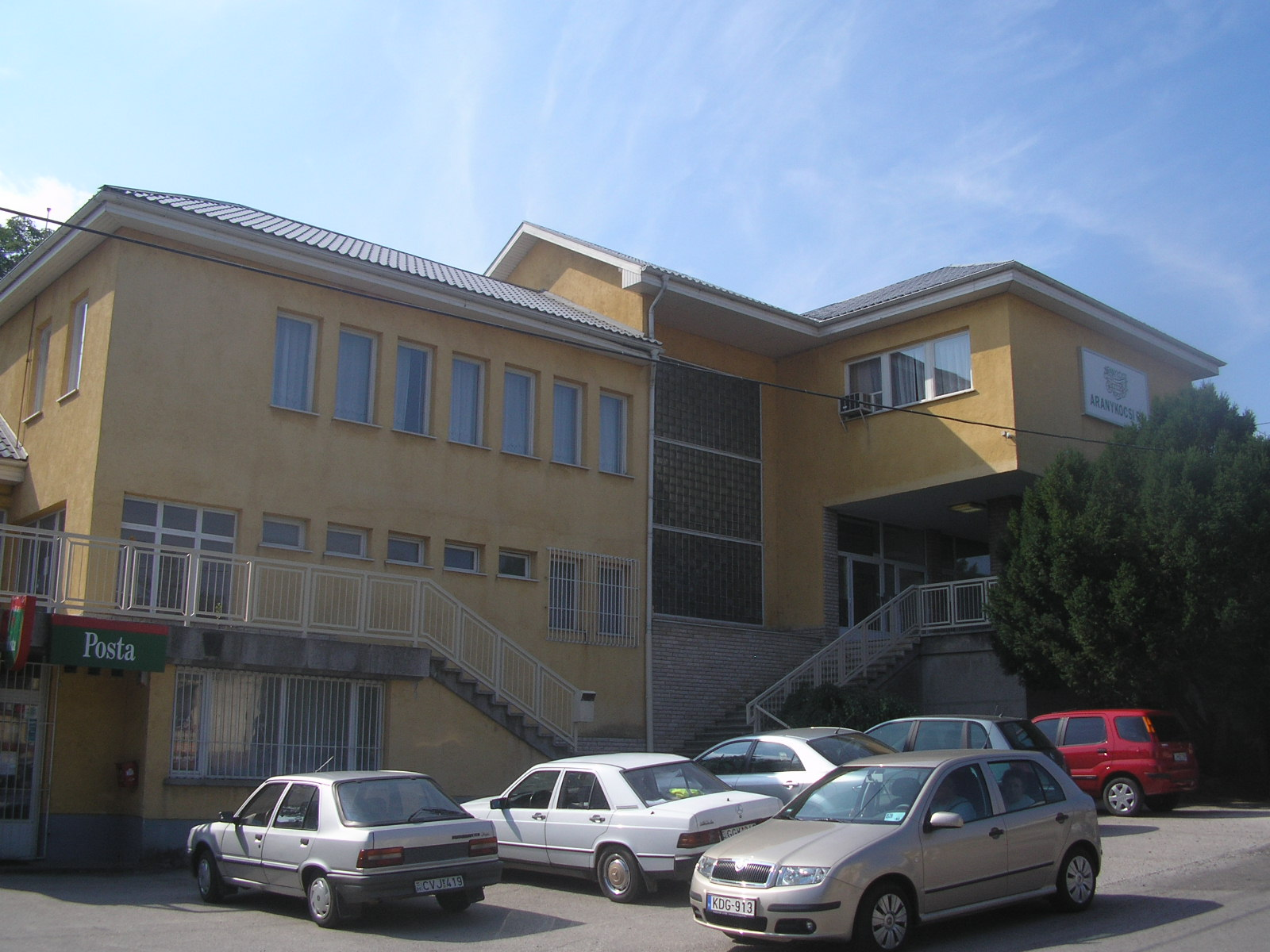
Az Aranykocsi Rt, központja

A település legnagyobb gazdasági társasága, a mezőgazdasági szövetkezet utódaként megalakult Aranykocsi Zrt. amely legfőbb munkaadója a településnek.
A község infrastrukturális ellátottsága teljes. A víz-, gáz-, csatorna- és telefonhálózat minden lakás számára elérhető. A víztisztító telepet 1996-ban építették.
14 tantermes általános iskolát, óvodát, kulturális központot, könyvtárat működtet a település önkormányzata.
A sportegyesület saját labdarúgópályával és saját létesítményekkel rendelkezik.
Az egészségügyi ellátást háziorvos, gyermekorvos, védőnő és a patika biztosítja.

## Közélete

### Polgármesterei
- 1990–1994: Pálfy Imre (független)[4]
- 1994–1998: Pálfy Imre (független)[5]
- 1998–2002: Pálfy Imre (független)[6]
- 2002–2006: Pálfy Imre (független)[7]
- 2006–2010: Bódis Jánosné (független)[8]
- 2010–2014: Bódis Jánosné (független)[9]
- 2014–2019: Simon László (független)[10]
- 2019–2024: Simon László (független)[11]

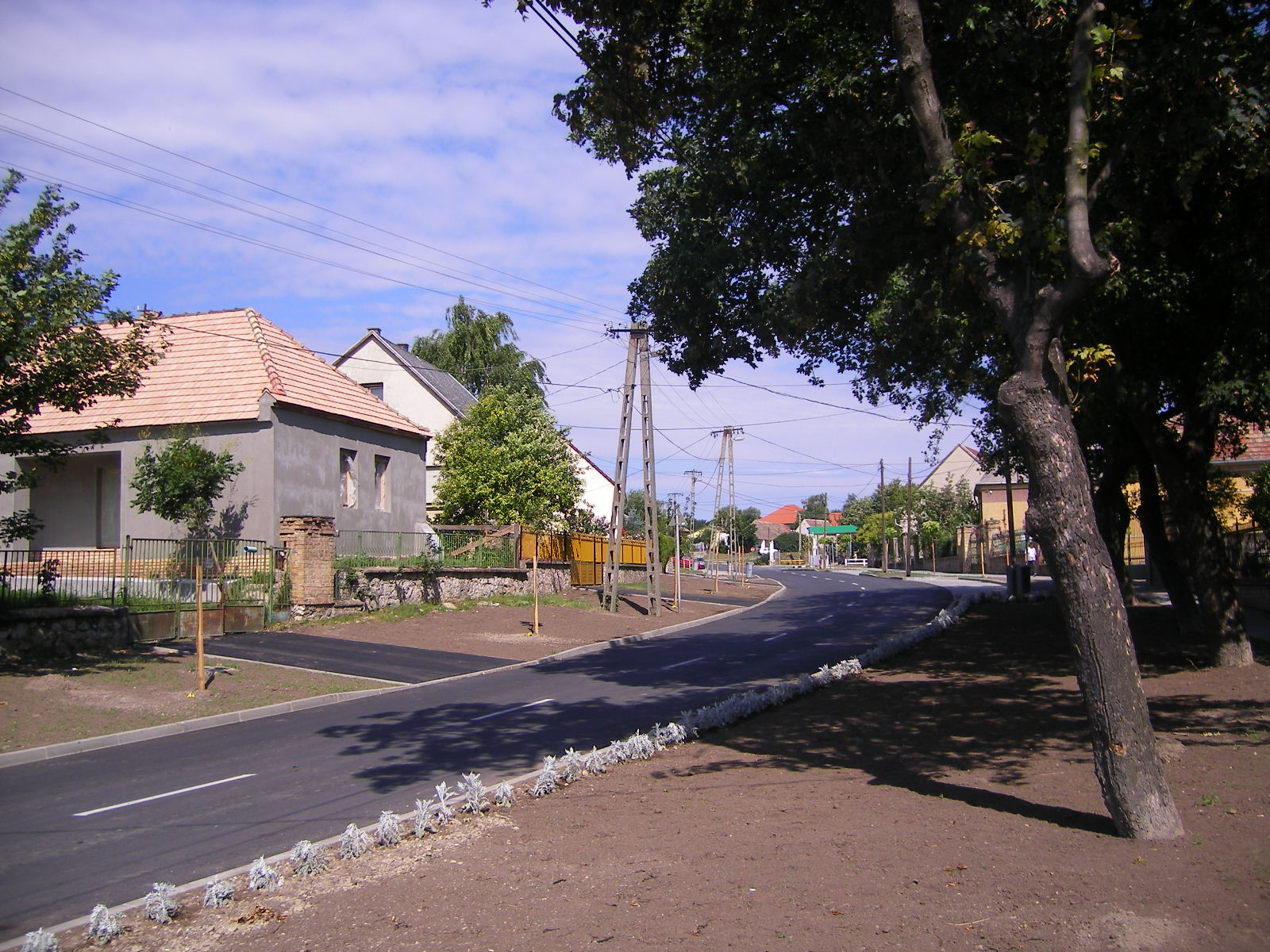
Kocs, Kis utca részlete

- 2024– : Nagy Árpád (független)[1]

## Népesség
A település népességének változása:
| Lakosok száma | 2536 | 2527 | 2519 | 2634 | 2612 | 2635 | 2687 |
|               | 2013 | 2014 | 2015 | 2021 | 2022 | 2023 | 2024 |

A 2011-es népszámlálás során a lakosok 89%-a magyarnak, 0,3% cigánynak, 0,4% németnek mondta magát (10,9% nem nyilatkozott; a kettős identitások miatt a végösszeg nagyobb lehet 100%-nál). A vallási megoszlás a következő volt: római katolikus 23,8%, református 46%, evangélikus 0,4%, görögkatolikus 0,1%, felekezeten kívüli 10,8% (18,6% nem nyilatkozott).
2022-ben a lakosság 92,6%-a vallotta magát magyarnak, 0,7% németnek, 0,3% cigánynak, 0,2% románnak, 0,1% horvátnak, 0,1% szlováknak, 2,3% egyéb, nem hazai nemzetiségűnek (7,3% nem nyilatkozott; a kettős identitások miatt a végösszeg nagyobb lehet 100%-nál). Vallásuk szerint 33% volt református, 17,2% római katolikus, 0,5% görög katolikus, 0,2% evangélikus, 0,7% egyéb keresztény, 0,5% egyéb katolikus, 11,3% felekezeten kívüli (36,5% nem válaszolt).

## Nevezetességei

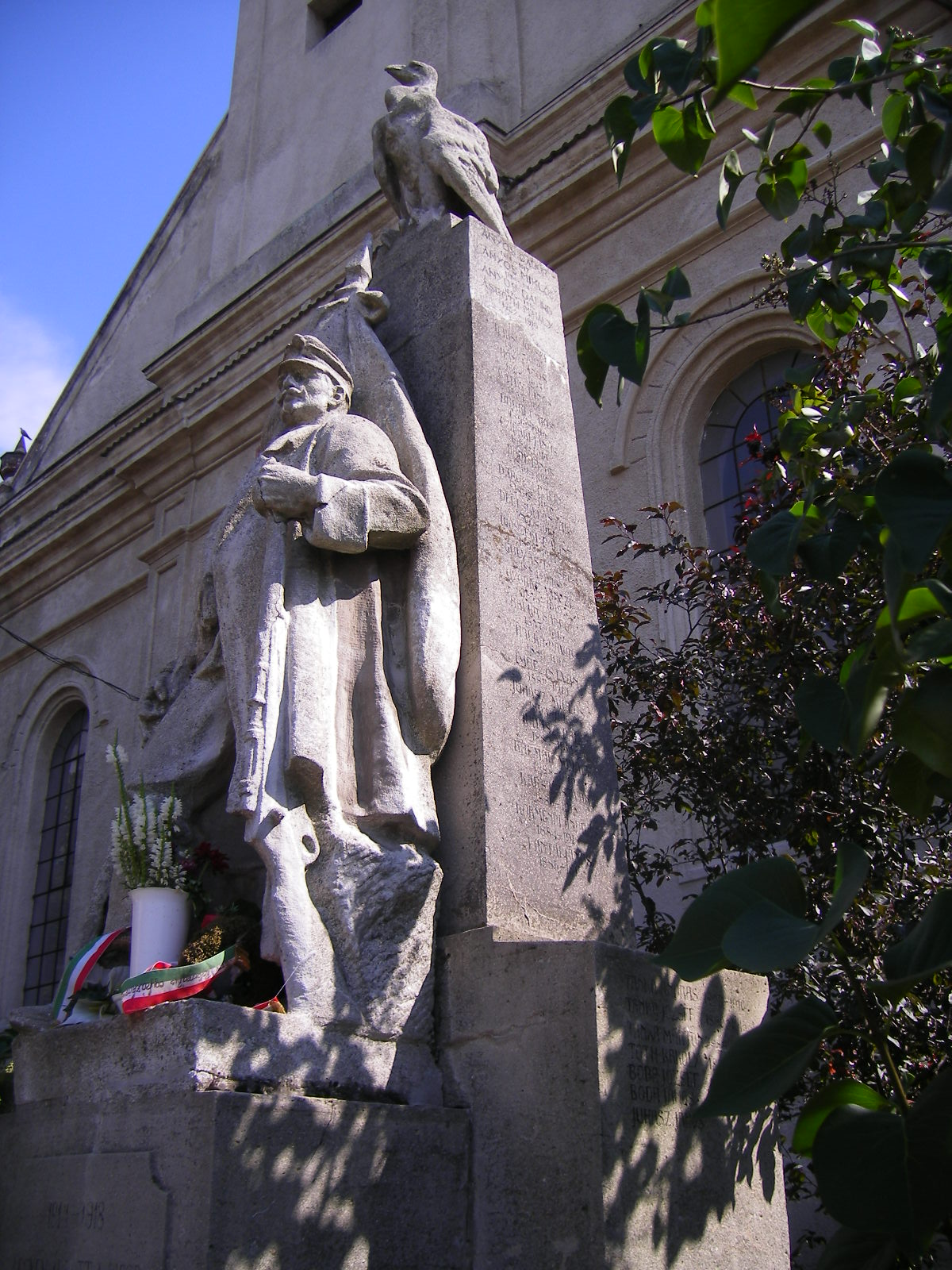
Világháborús emlékmű a református templom előtt

- Római katolikus templom: Az 1325-ből származó irat szerint a falu legmagasabb pontján épült Szent Mihály tiszteletére, valószínűleg román stílusban. Később a török dúlás után az elnéptelenedett faluba betelepedő reformátusok vették birtokba. Az időközben megsokasodott katolikus hívőknek Esterházy József földesúr adatta vissza. Fellner Jakab tervei alapján renoválták 1748-ban. 1749-ben a templom mellé Fellner egy plébániaházat is felépített, barokk stílusban. Az épületet hosszú elhanyagoltság után, 2007 szeptemberében polgári kezdeményezésre az épület Plébániaház Múzeum lett. A múzeumot a helyi polgárok hozták létre, és a kiállítási tárgyakat is ők adományozták. 1759-ben barokk stílusú tornyot építettek a templom mellé, szintén Fellner Jakab tervei szerint. Az építkezésekre Esterházy Miklós gróf adott megbízást. 1880-ban a tornyot meghagyva, eklektikus stílusban alakítják át mai formájára. A templom jelenleg szentmiséknek és hittanoktatásnak ad otthont.
- Református templom: A reformátusok 1746-ban engedélyt kaptak imaház építésére. Az 1783-as földrengés azonban megrongálta az épületet. A mai templomot 1783-ban szentelték fel. A templom muzeális értékű kegytárgyakat őriz a 17. és 18. századból.
- Tekevár: Kocs legrégebbi és máig feltáratlan műemléke. Az egykori földvárat Árpád-kor előtt kb. 300 évvel átvonuló lovas nomád nép építette. Ma csak egy domború földhányás látszik belőle.

### Nevezetes épületei
- Uradalmi kocsma: Fellner Jakab által tervezett és 1769-ben épített uradalmi kocsma.
- Barokk kocsimajor: Az 1830-ban épített és 1887-ben átépített volt kúria épületben foglalt helyet a Polgármesteri Hivatal.
- Kocsimúzeum
- Tájház: 1996-ban egy felújított parasztházat rendeztek be, melyben a falu múltját és a vidéket mutatják be.

### Hagyományőrzés
- A kocsitoló verseny: 1999-ben rendezték meg először – a ma már hagyományosnak számító – kocsitoló versenyt. A rendezvény alapötlete onnan eredt, hogy a kocsit, azaz a „könnyű szekeret” a község hajdani kisiparosai: bognárok, kerékgyártók, és kovácsok fejlesztették ki. A nemzetközi versenyzők mellett a környező települések képviselői nevezhetnek e különleges versenyre. A résztvevők feladata, hogy a minimum 380 kg súlyú kocsit a település szélétől annak központjáig a dimbes-dombos úton futva a Faluházig tolják.

### További látnivalók

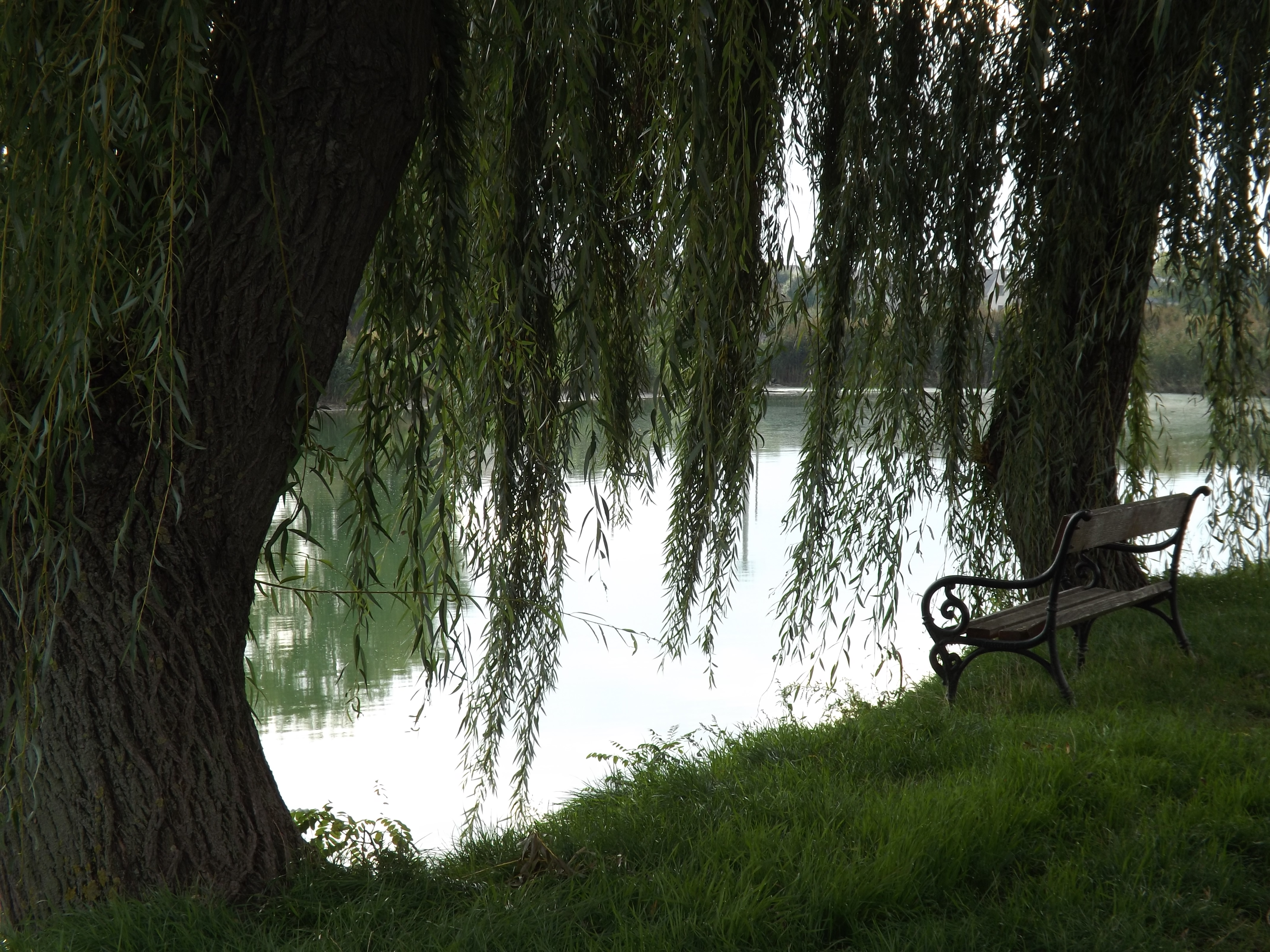
Kocs, horgásztó

- A katolikus és a református temető régi síremlékei
- A kocsi horgásztó
- Vincze Imre Általános iskola és az előtte fekvő emlékpark
- Kocsi Csergő Bálint emlékpark

Kocsi Csergő Bálint, a gályarabságra ítélt református prédikátor, Kocs község szülötte 1713-ban, 77 éves korában írt visszaemlékezéséből:
… 1647-ben születtem a Komárom vármegyei Kócson, melyről előnevemet is vettem. A boldog emlékezetű fejedelmünk, az öreg Rákóczi György ebben az esztendőben szerzett vissza kilencven templomot a reformata vallás számára.

Ez a falu, mintha csak egész Magyarország történetét kívánta volna utánozni, hol eltöröltetett a föld színéről, hol feltámadt. Századunk elején Kara Musztafa katonái égették fel, minden puszta lett, csak a Kápolna-tó mellett maradt meg egynéhány romba dőlt téglafal, lakóit rabszijra fűzték, és elvonszolták.

Kócs cudarságra, lappangásra jutott, mint a bagoly, földesura Enyingi Török Bálint nyílt levelet bocsátott ki, melyben hatévi adó- és szolgálatmentességet ajánlott fel azoknak, akik letelepszenek a faluban, de nem talált jelentkezőket. A Kiskunságból hozott ide telepes családokat, köztük az én őseimet is; még nagyapám is őrizte szülővidékének édes "ö"-ző beszédét. ...

## Érdekességek

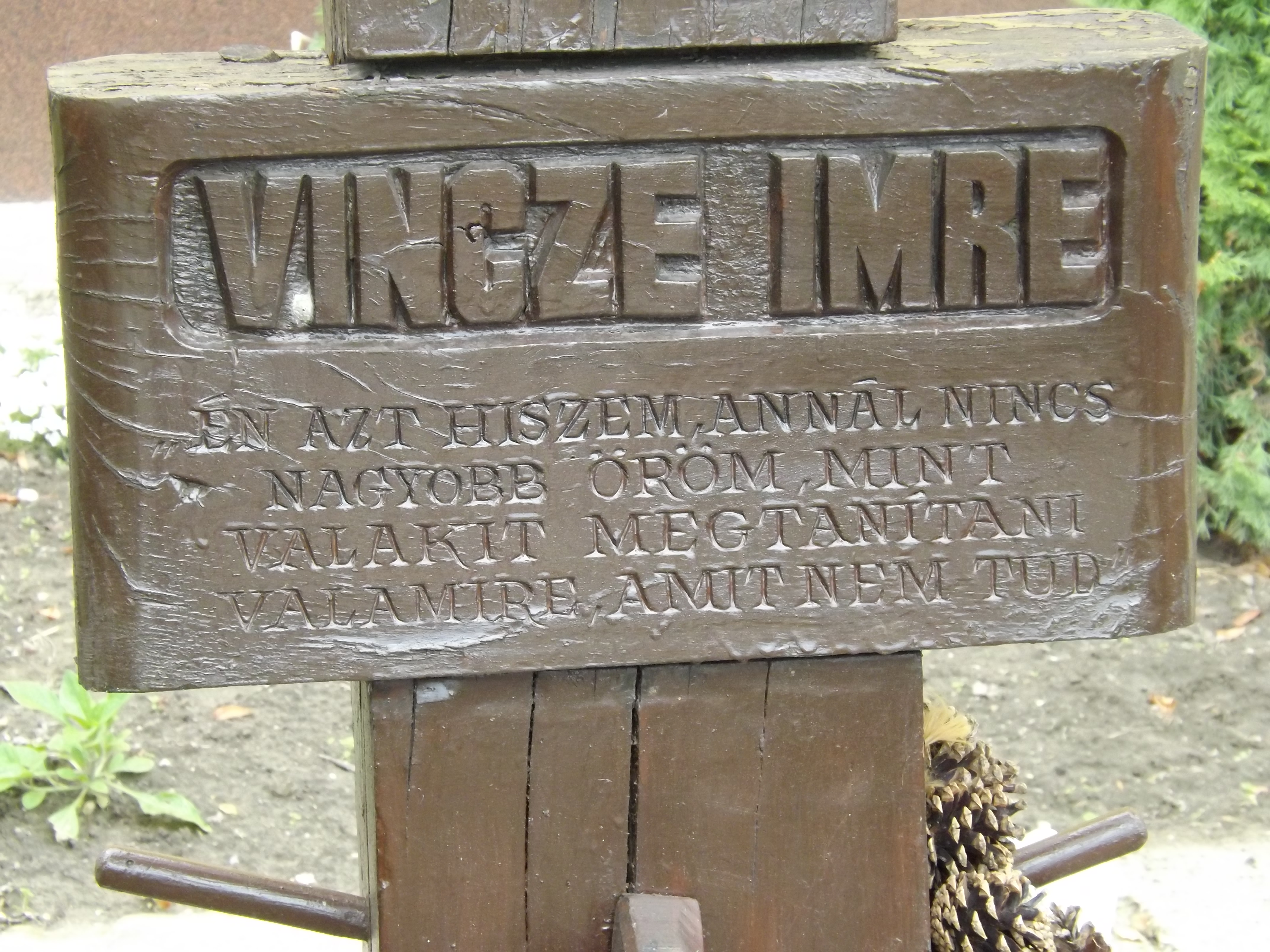
Vincze Imre emlékoszlop a róla elnevezett iskola előtt

A falutól délre található a Sóstó nevű határrész, ahol keserűvíz-források fakadtak. E keserűforrásokból Európa keserűsóban legtöményebb gyógyvize tört felszínre. A közeli Brigetio (Ószőny) 3. századi római város lakosai gyógyhatása miatt fürdő- és ivókúrára használták. A ránk maradt régi írásokban is magasztalóan emlékeztek meg e keserűforrások gyógyvizéről.
A római kor után elfelejtett gyógyvíz forrásainak újbóli felfedezése Schmidthauer Antal komáromi gyógyszerész nevéhez fűződik. 1862-ben Schmidthauer Antal az ásványvíz értékét felismerve, fia, Lajos szakszerű kutatásai alapján a forrás ereit is megtalálta. A keserűvíz vegyelemzését Hankó Vilmos vegyésztanár végezte, s megállapította, hogy a keserűvíz-kutak nagy része magnéziumban olyan gazdag, hogy nemcsak hazánkban, hanem a maga nemében egyedülálló az egész világon.
A magnézium-szulfát a keserűvizek legértékesebb hatékony eleme, s az addigi ismeretekhez viszonyítva e keserűforrások vizében körülbelül 17-szeres mennyiségben volt jelen. A források vizét rendkívüli tisztaság jellemezte, mivel a kutak a településtől viszonylag távol estek, s a talaj felső rétegeiben képződő ásványvizek mentesek voltak a szennyeződéstől. Az 1860-as évektől 1945-ig a keserűvíz-források vizét Hunyadi Mátyás Keserűvíz néven forgalmazták.
1945 után – mivel közben a terület egy határrendezést követően Igmándhoz került – Igmándi keserűvíz néven forgalmazták, egészen az 1960-as évek közepéig, ekkor szűnt meg a komáromi palackozó üzem.

## Itt születtek, itt éltek
- Bátky Zsigmond (Kocs, 1874. január 5. – Budapest, 1939. augusztus 28.) – tudós, néprajzkutató
- Kemenes Kempf József (Kocs, 1854. január 18. – Szend, 1922. március 22.) – főgimnáziumi tanár-igazgató, klasszika-filológus, műfordító
- Kocsi Csergő Bálint (Kocs, 1647. augusztus – ?) – a magyarországi barokk gályarab-irodalom egyik jeles írója, református lelkész
- Kocsi Csergő János (1648. Kocs – 1711. Debrecen) – református püspök, hittudós, költő
- Halka Sámuel (Kocs, 1817 – Kadarkút, 1886. május 24) református lelkész
- Sebestyén Dávid (Kocs, 1844 – Pápa, 1919) tanár
- Kóczán Mór (Kocs, 1885. január 8. – Alsógöd, 1972. július 30.) – atléta, olimpiai bronzérmes gerelyhajító, református lelkész
- Székely Zoltán (Kocs, 1903. december 8. – Calgary, 2001. október 5.) – hegedűművész
- Vincze Imre (Kocs, 1926. szeptember 26. – Budapest, 1969. május 3.) – zeneszerző
- Vincze Imre (Kalotaszentkirály, 1891. október 22. – Kocs, 1979. december 20.) – kántortanító, akadémikus rektor.

## Természeti értékei

### Növényvilág

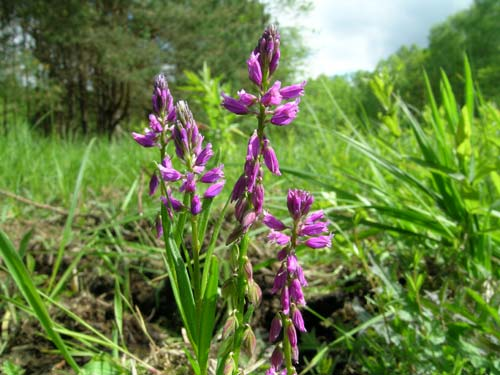
Üstökös pacsirtafű

A települést körülvevő dombok által körbezárt völgyek homokos lösztalaján gazdag, védettséget érdemlő növénytakaró alakult ki, s e növényzetnek a Hosszúvölgyben, Badacsonyban, Bírósági dűlőben (Györke gurjal) máig is fennmaradtak foltjai.
A növények közül honos itt máig is a veszélyeztetett fajnak számító tarka sáfrány (Crocus reticulatus), macskahere (Phlomis tuberosa), tavaszi hérics (Adonis vernalis), nagyezerjófű (Dictamnus albus), a védett bíboros kosbor (Orchis purpurea), a Selymes boglárka (Ranunculus illyricus), Apró nőszirom (Iris pumila), Kisfészkű hangyabogáncs (Jurinea mollis), Sadler-imola (Centaurea canescens), selymes peremizs (Inula oculus-christi), nagyvirágú gyíkfű (Prunella grandiflora), bunkós hagyma (Allium spaerocephalon), nagy szegfű (Dianthus giganteiformis).
Itt él még a védettebb helyeken a kunkorgó árvalányhaj (Stipa capillata L.), a sarlós gamandor (Teucrium chamaedrys), üstökös pacsirtafű (Polygala comosa), zászlós csüdfű (Astragalus onobrychis), homoki baltacim (Onobrychis arenaria), ágas homokliliom is.

### Állatvilág
Védett fészkelő madarai is említést érdemelnek: például a berki tücsökmadár (Locustella fluviatilis), búbos banka (Upupa epops), a barna rétihéja (Circus aeruginosus), vörös vércse (Falco tinnunculus) is.

## Képtár

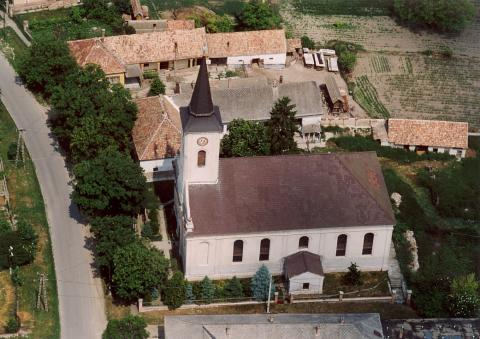
A református templom
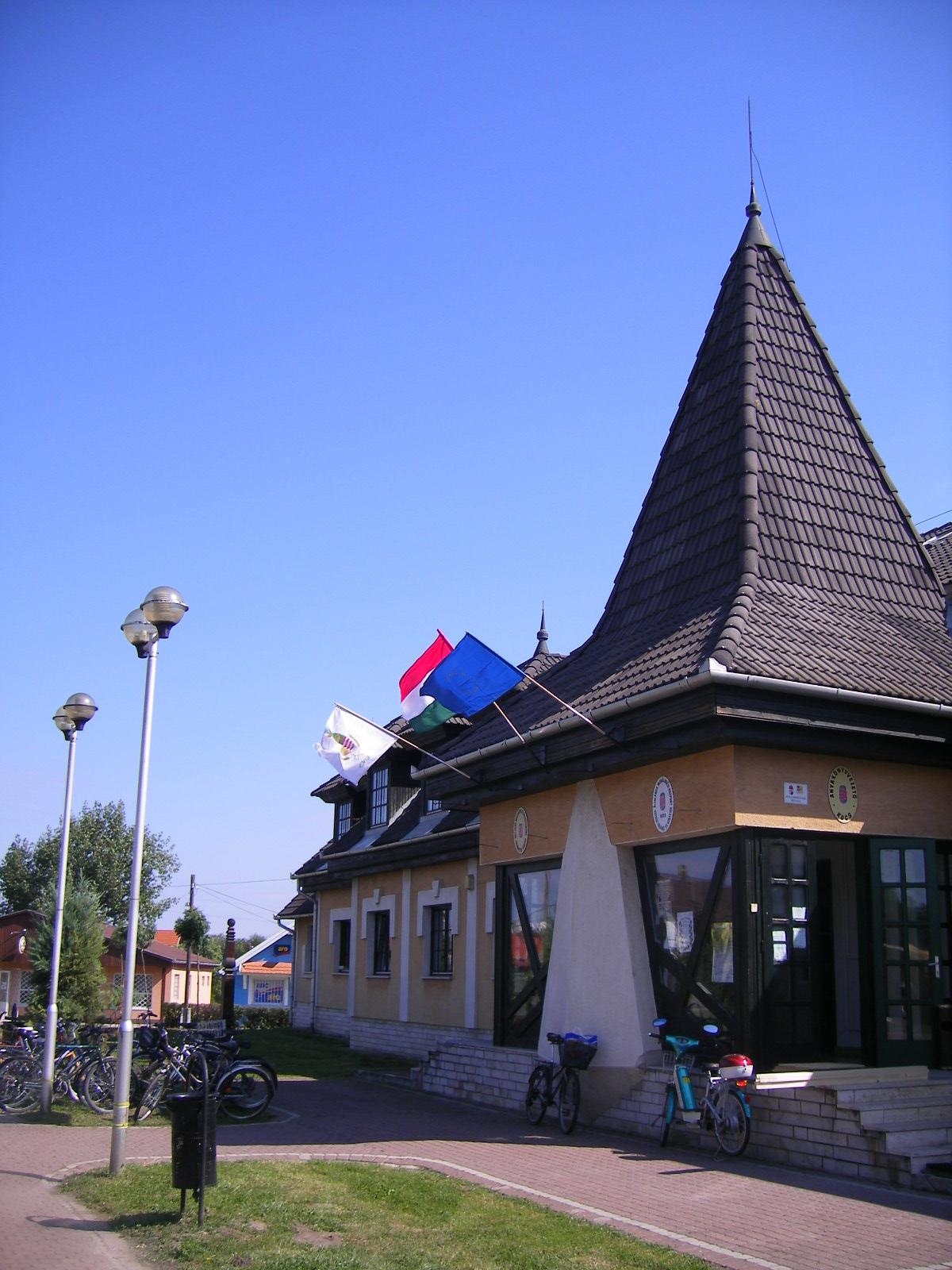
Községháza
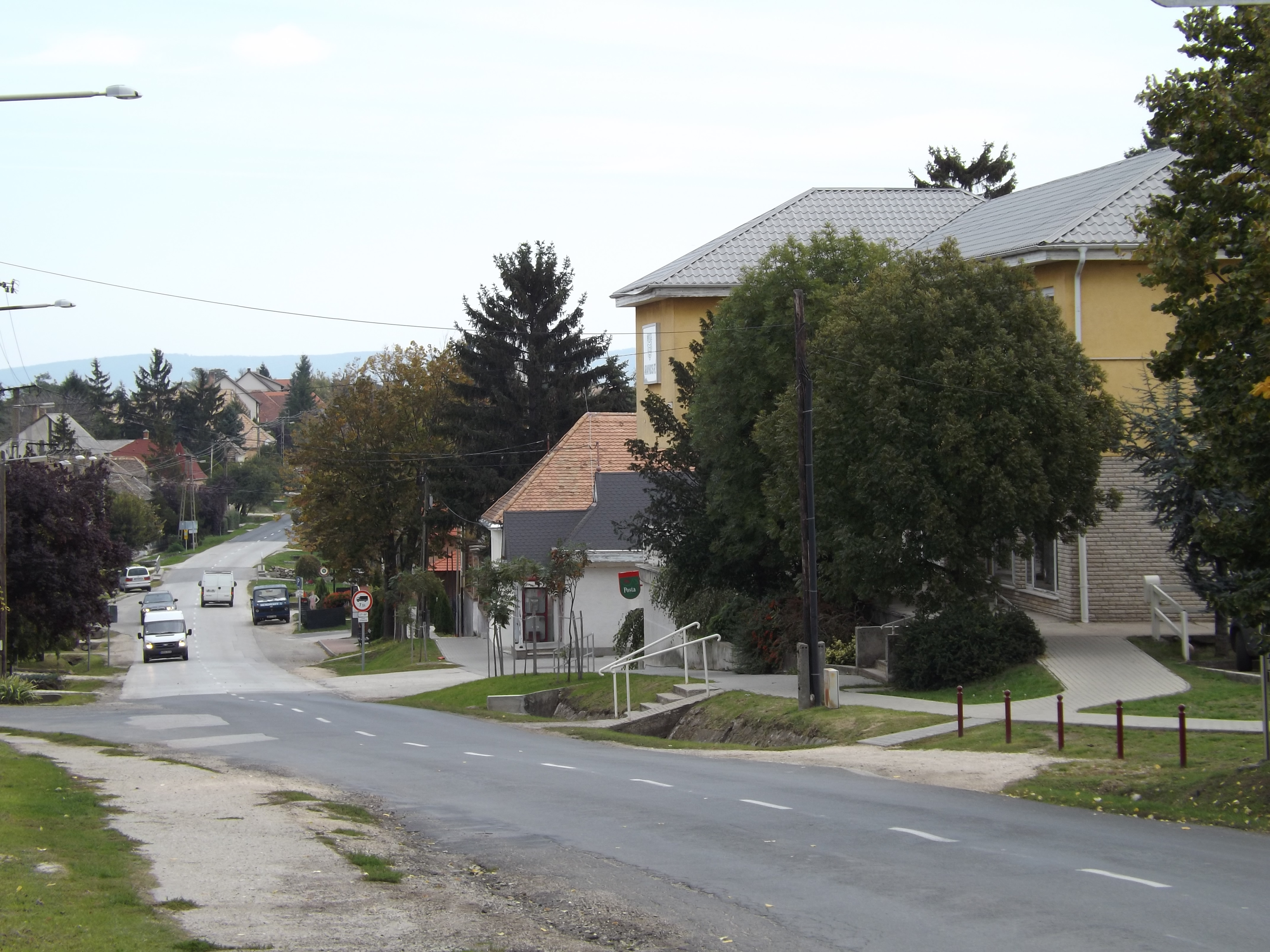
Kocs látképe a 8136-os úttal, balról (8 óránál) a 8142-es út betorkollásával
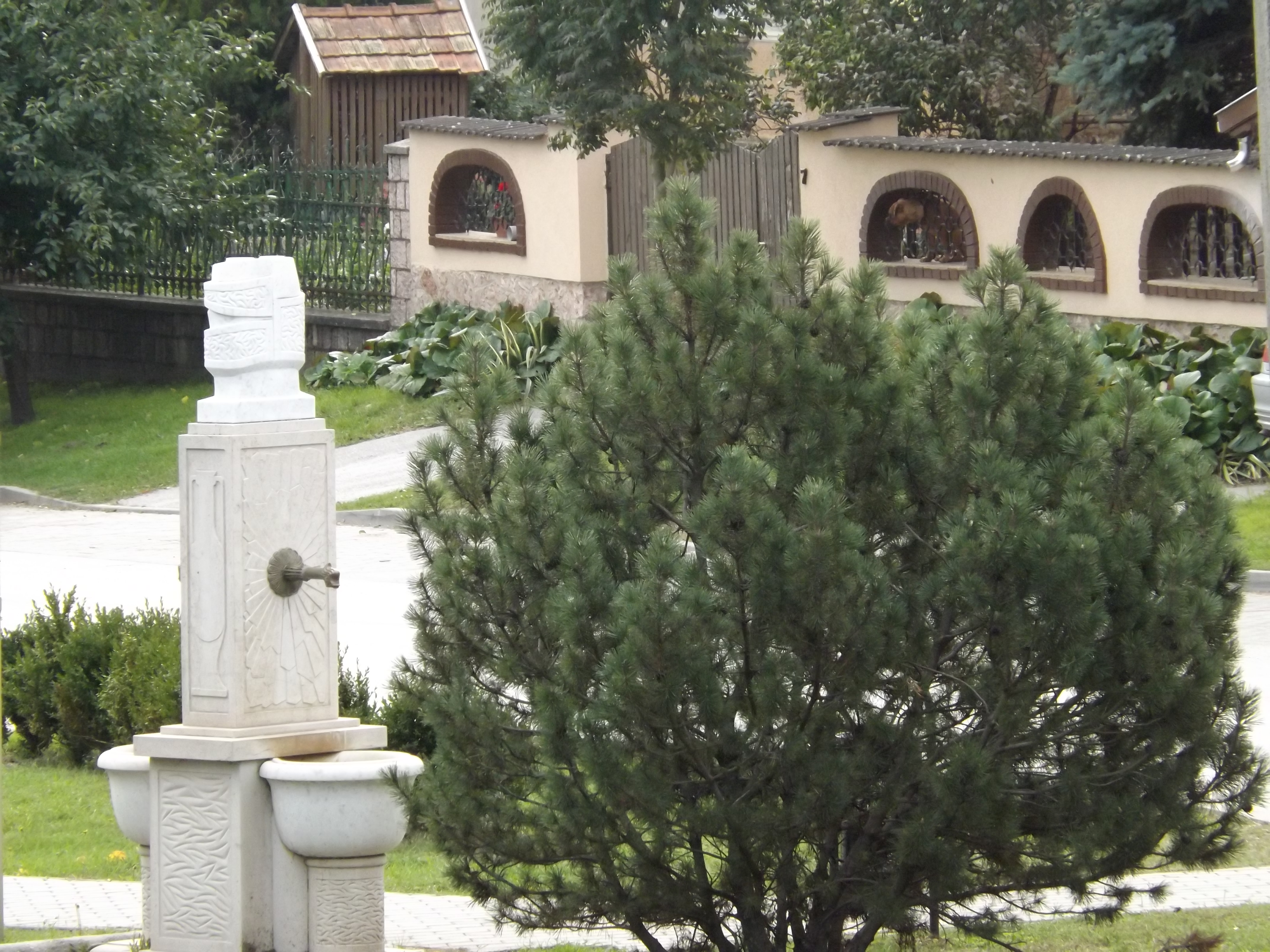
Ivókút a főtéren

## Testvértelepülések
- Montebelluna (Olaszország)
- Dunamocs, Madar (Szlovákia)